# 甘露寺親長
甘露寺 親長（かんろじ ちかなが）は、室町時代中期から戦国時代にかけての公卿。左大弁・甘露寺房長の子。一字名は鬼。官位は正二位・権大納言。

## 経歴
応永31年（1424年）、甘露寺房長の子として誕生。永享4年（1432年）、8歳の時に父を失い、甘露寺家の家督を継いでいた従兄弟の甘露寺忠長に養育される。幼名をめめ（めめまる）と言った。永享6年（1434年）2月、忠長が6代将軍・足利義教の不興を買ったことで、家督を継ぐ。忠長は永享8年（1436年）5月に死去する。
永享9年（1437年）正月6日、叙爵し、親長を名乗る（『看聞日記』）。貞成親王によれば、囲碁や蹴鞠が巧かった（『看聞日記』同年6月1日条）。翌永享10年11月28日、元服し（『看聞日記』）、本格的に官人としての活動を始める。甘露寺家を嫡流とする勧修寺流は、朝廷の実務を担う家柄であり、そのために記録や文書を受け継ぐことを重視し、「日記の家」とも称された。ところが、吉田経房の『吉記』や葉室定嗣の『葉黄記』、また叔父清長や先代忠長の日記等、甘露寺家相伝の記録や文書の多くは、忠長から親長に引き渡されずに忠長の母が保持しており、彼女がこの頃よりそれらを諸方に売却していることを、万里小路時房に相談している（『建内記』永享11年6月9日条）。また、嘉吉元年12月には、忠長遺児の郷長より、家督継承を巡って訴訟を起こされたが（『建内記』嘉吉1年12月26日条）、最終的に親長の家督は奪われなかった。
永享11年（1439年）6月以前に左衛門佐となり、嘉吉元年（1441年）、従五位上に叙される。嘉吉3年（1443年）9月、南朝の遺臣が内裏に侵入し、三種の神器を奪った事件（禁闕の変）が起きた際、自ら太刀を振るって後花園天皇を守護した逸話が知られる。
文安元年（1444年）右少弁、同3年（1446年）正月20日、蔵人に任じられると共に、正五位上に昇る。同年12月には権右中弁に昇任。その後も累進し、享徳元年（1452年）3月23日、参議昇任と共に右大弁に転じる。権中納言であった康正2年（1456年）3月29日、陸奥出羽按察使に任ぜられ、以後明応2年（1493年）まで同職にとどまったため、按察使の名で呼ばれた。また長年、賀茂伝奏も務める。寛正6年（1465年）に権中納言を辞す。
応仁の乱による戦火で自邸が焼失したため、勧修寺・鞍馬寺等へ避難するが、文明2年（1470年）にはそれらも焼け出され、家蔵の文書・日記類も焼失した。同年9月には帰京し、再出仕。既に前年には正二位に昇っていた。有職故実に通じていたことから、多くの公卿から指導を依頼され、たびたび官に推挙されたが、「高官無益なり」とかたくなに断ったという。
その一方で、文献の書写や部類記の作成に従事し、文明9年（1477年）には、後土御門天皇の命によって洞院公賢の年代記『皇代暦』を増補して天皇に献上した。その書写によって現代に伝わる文献も多く、特に『吉記』や洞院公賢の『園太暦』の現存する写本の大部分は、親長の手によるものである。自身の日記も残し（『親長卿記』）、同時代の貴重な史料となっている。また、文明15年（1483年）に派遣された遣明船に自ら投資して勘合貿易の利益を得る一方で、朝廷にも投資をさせて財政難を補う一助としたり、文明18年（1486年）には『源氏物語』の一筆書写を終えた記念に、『源氏物語』の巻名を歌題とする大規模な供養歌会を開くなど、公家文化の復興に努めた。
明応元年（1492年）、嫡子元長ら周囲の強い薦めにより権大納言への就任を受けたが、翌年に明応の政変に憤慨した後土御門天皇が退位を決意すると、これを諌め、その直後にすべての官を辞して出家。法名・蓮空を名乗る。明応9年（1500年）、美濃国で薨去。享年77。

## 官歴
- 永享9年（1437年、14歳）1月6日 叙爵
- 永享11年（1439年、16歳）6月以前 左衛門佐
- 嘉吉元年（1441年、18歳）1月6日 従五位上
- 文安元年（1444年、21歳）3月29日 右少弁
- 文安3年（1446年、23歳）
  - 1月29日 蔵人、正五位上
  - 12月7日 権右中弁
- 文安5年（1448年、25歳）
  - 1月5日 従四位下
  - 11月6日 従四位上
- 宝徳2年（1450年、27歳）
  - 3月29日 権左中弁
  - 4月12日 左中弁
  - 10月9日 蔵人頭、正四位下
- 宝徳3年（1451年、28歳）
  - 2月7日 正四位上
  - 3月26日 伊勢権守
- 享徳元年（1452年、29歳）
  - 3月23日 参議、右大弁
  - 3月25日 従三位、左大弁
- 享徳2年（1453年、30歳）10月8日 権中納言
- 康正2年（1456年、33歳）
  - 3月29日 兼陸奥出羽按察使
  - 4月9日 正三位
- 長禄2年（1458年、35歳）7月22日 按察使を辞任するも、8月再任
- 長禄3年（1459年、36歳）7月2日 権中納言を辞任するも、翌日還任
- 寛正6年（1465年、42歳）
  - 1月5日 従二位
  - 3月24日 権中納言を辞す
- 文明元年（1469年、46歳）9月26日 正二位
- 明応元年（1492年、69歳）1月12日 権大納言
- 明応2年（1493年、70歳）
  - 2月4日 按察使を辞す
  - 6月15日 権大納言を辞す
  - 8月27日 出家
- 明応9年（1500年、77歳）8月17日 美濃国にて薨去

## 系譜
- 父：甘露寺房長
- 母：不詳
- 妻：不詳（美濃斎藤氏娘か?[5]）
  - 男子：万里小路春房（後に伊勢貞親に連座して出家、江南院龍霄と号する）
  - 男子：甘露寺元長（1457-1527）
  - 男子：了淳 - 覚勝院の可能性有り
  - 男子：長深 - 覚勝院の可能性有り
  - 女子：甘露寺親子 - 典侍
  - 女子：真盛
  - 女子：甘露寺朝子 - 典侍、中御門宣胤室
  - 女子：冷泉局 - 伊勢貞親の猶子として、朽木貞綱室となるが、文明5年11月23日に20歳で死去（『親長卿記』）。
- 養子
  - 女子：利貞尼 - 斎藤妙純室、野間入道の娘
- 猶子
  - 男子：蓮教 - 興正寺十四世。十二世・性善の子

甥（姉妹の子）に三条西実隆がいる。